# Andrea Nicole Moccia
Andrea Nicole Moccia (10 de octubre de 2002) es una deportista italiana que compite en tiro con arco, en la modalidad de arco compuesto. Ganó dos medallas de plata en el Campeonato Europeo de Tiro con Arco en Sala de 2024, en las pruebas individual y por equipo.

## Palmarés internacional
| Campeonato Europeo en Sala | Campeonato Europeo en Sala | Campeonato Europeo en Sala | Campeonato Europeo en Sala |
| Año                        | Lugar                      | Medalla                    | Prueba                     |
| -------------------------- | -------------------------- | -------------------------- | -------------------------- |
| 2024                       | Varaždin (Croacia)         | Medalla de plata           | Individual                 |
| 2024                       | Varaždin (Croacia)         | Medalla de plata           | Equipo                     |